# Asianidia pallescita
Asianidia pallescita är en insektsart som först beskrevs av Dlabola 1961.  Asianidia pallescita ingår i släktet Asianidia och familjen dvärgstritar. Inga underarter finns listade i Catalogue of Life.